# Сейхун (гандбольный клуб)
Сейхун–КАМ–КГУ – казахстанский женский гандбольный клуб из Кызылорды.

## История
Кызылординский женский гандбол существует c 1965 года.
Гандбольный клуб «Сейхун КГУ» был основан в 1994 году. В его состав включается команда казахстанской суперлиги «Сейхун-КАМ-КГУ» (14 игроков), дублирующий состав (14 игроков) и группа подготовки (14 человек). Главный тренер – З.Тр.РК Вячеслав Ким.
Генеральный спонсор – ТОО СП «Куат Амлон Мунай» - фигурирует в названии команды в виде аббревиатуры КАМ.
«Сейхун-КАМ-КГУ» в течение двадцати лет является одним из лидеров казахстанского женского гандбола, базовый клуб сборной.
«Сейхун-КАМ-КГУ» - шестикратный чемпион страны, тринадцатикратный вице-чемпион, победитель Всеказахстанских Спартакиад. В настоящее время решается вопрос об участии клуба в чемпионате России.
Сезон 2012 года был единственным, в котором клуб остался без медалей.

## Состав
- Главный тренер - Заслуженный тренер Республики Казахстан Вячеслав Ким
- Старший тренер - мсмк Ольга Егунова
- Тренер - мсмк Евгения Николаева

| № | Позиция | Разряд | Имя                  | Год рождения | Рост | Вес |
| - | ------- | ------ | -------------------- | ------------ | ---- | --- |
|   | вратарь | МСМК   | Жанат Айтенова       | 05.11.1989   | 180  | 65  |
|   |         | МСМК   | Асем Батырбекова     |              |      |     |
|   |         | МСМК   | Рута Пожемите        |              |      |     |
|   |         | МСМК   | Гаухар Карамегенова  |              |      |     |
|   |         | МС     | Виктория Колотинская |              |      |     |
|   |         | МС     | Вероника Хардина     |              |      |     |
|   |         | МС     | Наталья Полуянко     |              |      |     |
|   |         | МС     | Дана Абильда         |              |      |     |
|   |         | КМС    | Ксения Шадрина       |              |      |     |
|   |         | КМС    | Аида Жаксылык        |              |      |     |
|   |         | КМС    | Анель Курмаганбетова |              |      |     |
|   |         | КМС    | Екатерина Афанасенко |              |      |     |
|   |         | КМС    | Мария Новикова       |              |      |     |